# Jennifer Holt
Jennifer Holt, nata Elizabeth Marshall Holt (Hollywood, 10 novembre 1920 – Dorset, 21 settembre 1997), è stata un'attrice statunitense.

## Biografia
Nata a Hollywood, è figlia dell'attore Jack Holt e di Margaret Woods. Anche il fratello Tim Holt è stato un attore.
Nel 1941 ha debuttato con il nome Jacqueline Holt nel film western Stick to Your Guns. Nel film Tenting Tonight on the Old Camp Ground (1943) è anche cantante. La sua carriera si concentra quasi esclusivamente negli anni '40, durante i quali recita in una quarantina di film, in particolare western.
Si è sposata tre volte, la prima con William M. Ritchey (dal 1943 al 1944), poi con William Bakewell (dal 1946 al 1948) e infine con Aylmer Hughes Chamberlain.
Nel 1984 riceve il premio Golden Boot Awards.
Si è spenta nel 1997 all'età di 76 anni in Inghilterra.

## Filmografia parziale
- Buffalo Bill ancora in sella (Buffalo Bill Rides Again), regia di Bernard B. Ray (1947)
- The Fighting Vigilantes, regia di Ray Taylor (1947)
- Shadow Valley, regia di Ray Taylor (1947)
- Range Renegades, regia di Lambert Hillyer (1948)